# Röthenbach (Allgäu)
Röthenbach (Allgäu) är en kommun och ort i Landkreis Lindau i Regierungsbezirk Schwaben i förbundslandet Bayern i Tyskland.
Kommunen ingår i kommunalförbundet Argental tillsammans med kommunerna Gestratz, Grünenbach och Maierhöfen.